# Mighty Oaks
Mighty Oaks (deutsch etwa: „Mächtige Eichen“) sind eine Folk-Band aus Berlin, bestehend aus Ian Hooper, Claudio Donzelli und Craig Saunders. Ihren Durchbruch feierten sie 2014 mit ihrem Top-10 Album Howl.

## Geschichte
Sänger und Songschreiber Ian Hooper stammt aus dem US-Bundesstaat Washington. Er wuchs in einem Ort 40 Meilen südlich von Seattle auf, studierte zunächst in Portland, dann in München. Seit 2008 lebt er fest in Deutschland. Seine Mitstreiter Claudio Donzelli, gebürtiger Italiener und den aus England stammenden Craig Saunders traf er bei Auftritten in Hamburg. Nach und nach zogen alle drei nach Berlin. Nach verschiedenen Studiengängen und Jobs beschlossen sie, sich ganz auf die Musik zu konzentrieren. Die Songs sind durch dreistimmigen Satzgesang und den Einsatz von akustischen Gitarren und Mandolinen geprägt.
2010 veröffentlichte die Band ihre erste EP Mighty Oaks EP (auch bekannt als Driftwood Sea), die in Donzellis Wohnzimmer aufgenommen wurde, via Soundcloud. 2012 nahm die Band die EP Just One Day auf und spielte Konzerte mit den Kings of Leon, Dry the River, den Shout Out Louds und Chvrches im Rahmen der Introducing! Tour. Am 5. Juli 2013 wurde die Just One Day-EP in Eigenregie und ohne Label veröffentlicht. Das gleichnamige Lied erreichte Platz 87 der deutschen Singlecharts, obwohl es nicht als Single ausgekoppelt wurde. Die Mighty Oaks traten unter anderem beim Berlin Festival, MS Dockville, Lollapalooza Chicago und Berlin und Zürich Open Air auf. 2014 begann die Band ihre erste Solotour durch Deutschland, Österreich und die Schweiz. Die Mighty Oaks wirkten unter anderem an der Filmmusik von Die Summe meiner einzelnen Teile von Hans Weingartner mit. Das Debütalbum Howl erschien am 28. Februar 2014 und erreichte auf Anhieb die Top 10 der deutschen Albumcharts. Am 24. März 2017 veröffentlichten sie über Capitol/Vertigo ihr zweites Album Dreamers, das die Top 20 der deutschen Albumcharts erreichte, nur wenige Monate später, am 3. November 2017, erfolgte die Veröffentlichung ihrer Storm EP. Im Sommer 2018 spielten sie auf diversen europäischen Festivals, darunter das Hurricane Festival und Southside Festival, sowie dem Milky Chance & Friends Open Air in Berlin.
Im Mai 2021 traten sie beim Free European Song Contest 2021 an.

## Bandmitglieder

Bandmitglieder Live
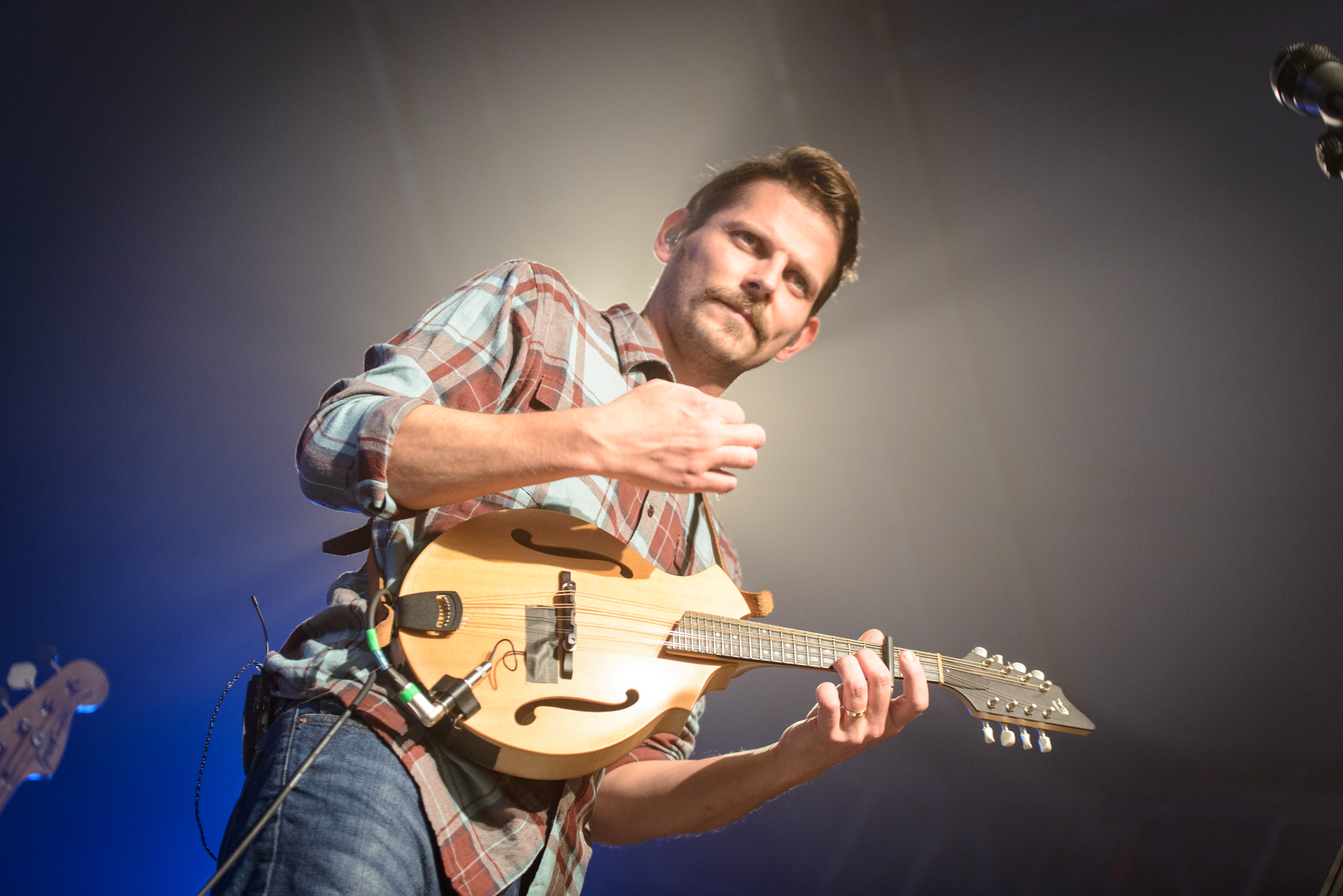
Craig Saunders
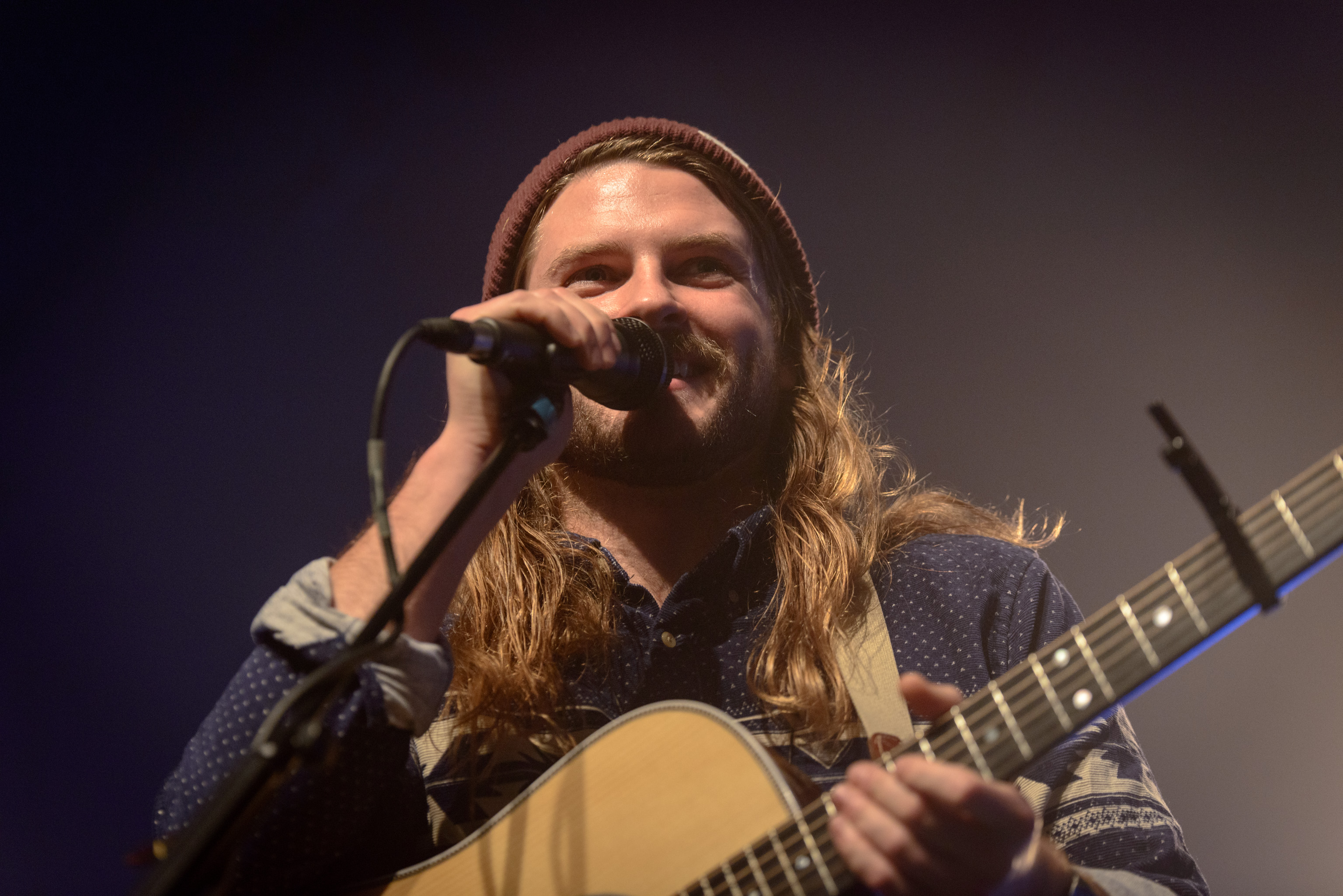
Ian Hooper
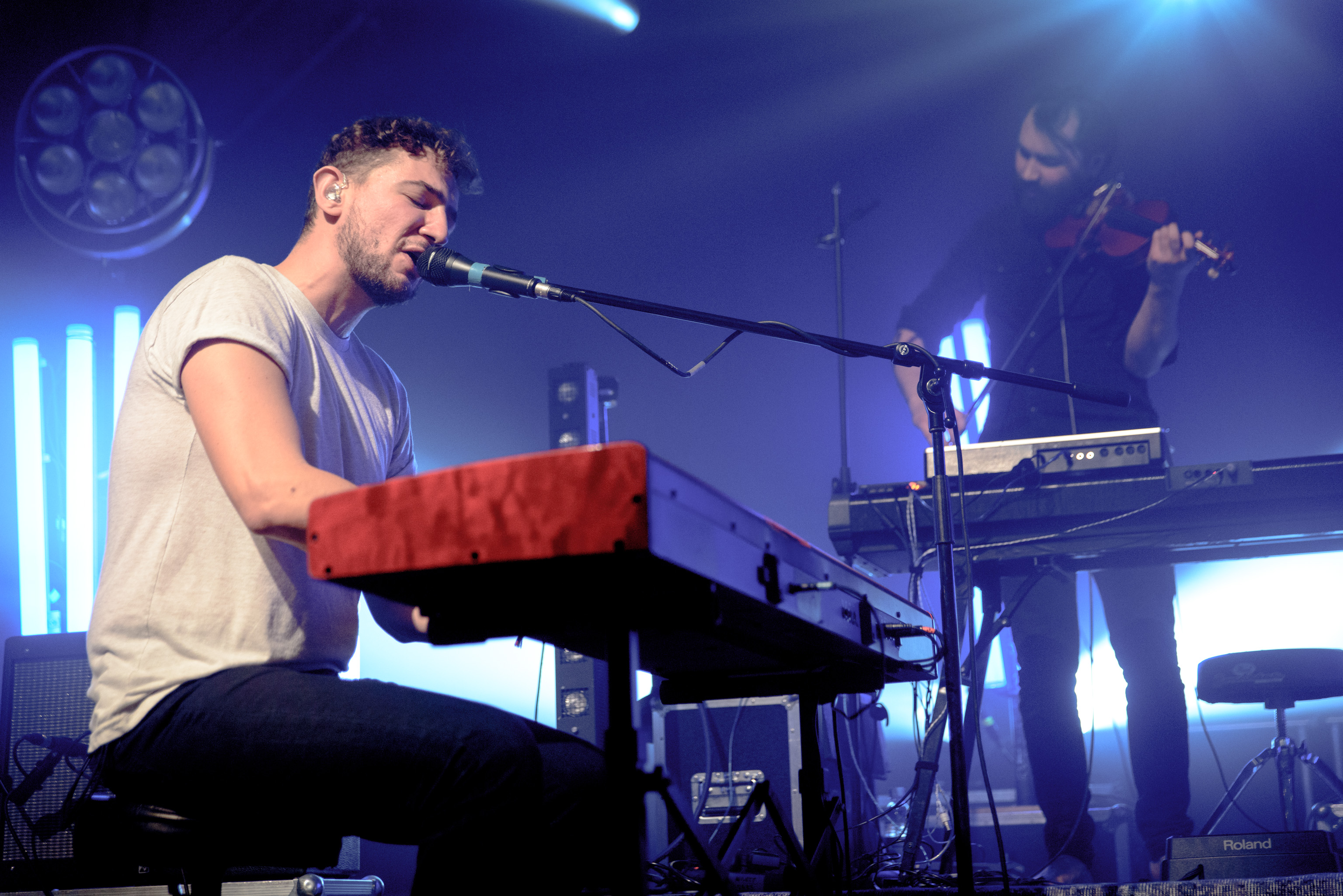
Claudio Donzelli

## Diskografie
Studioalben

| Jahr | Titel Musiklabel                          | Höchstplatzierung, Gesamtwochen, AuszeichnungChartplatzierungen (Jahr, Titel, Musiklabel, Platzierungen, Wochen, Auszeichnungen, Anmerkungen) | Höchstplatzierung, Gesamtwochen, AuszeichnungChartplatzierungen (Jahr, Titel, Musiklabel, Platzierungen, Wochen, Auszeichnungen, Anmerkungen) | Höchstplatzierung, Gesamtwochen, AuszeichnungChartplatzierungen (Jahr, Titel, Musiklabel, Platzierungen, Wochen, Auszeichnungen, Anmerkungen) | Anmerkungen                              |
| Jahr | Titel Musiklabel                          | DE | AT | CH | Anmerkungen                              |
| ---- | ----------------------------------------- | --- | --- | --- | ---------------------------------------- |
| 2014 | Howl Vertigo Records (UMG)                | DE10 (10 Wo.)DE | AT39 (4 Wo.)AT | CH10 (15 Wo.)CH | Erstveröffentlichung: 28. Februar 2014   |
| 2017 | Dreamers Vertigo Records (UMG)            | DE17 (2 Wo.)DE | AT28 (1 Wo.)AT | CH38 (1 Wo.)CH | Erstveröffentlichung: 24. März 2017      |
| 2020 | All Things Go BMG Rights Management (WMG) | DE29 (2 Wo.)DE | — | CH26 (3 Wo.)CH | Erstveröffentlichung: 7. Februar 2020    |
| 2021 | Mexico Howl Records (Sony)                | DE10 (5 Wo.)DE | AT19 (2 Wo.)AT | CH11 (3 Wo.)CH | Erstveröffentlichung: 7. Mai 2021        |
| 2024 | High Times Howl Records (Membran)         | DE48 (1 Wo.)DE | — | — | Erstveröffentlichung: 13. September 2024 |